# Scinax cabralensis
Espèce
Statut de conservation UICN

 DD  : Données insuffisantes
Scinax cabralensis est une espèce d'amphibiens de la famille des Hylidae.

## Répartition
Cette espèce est endémique de l'État du Minas Gerais au Brésil. Elle se rencontre dans la serra do Cabral au-dessus de 1 000 m d'altitude dans les municipalités de Buenópolis et de Joaquim Felício,.

## Étymologie
Son nom d'espèce, composé de cabral et du suffixe latin -ensis, « qui vit dans, qui habite », lui a été donné en référence au lieu de sa découverte, la serra do Cabral.

## Publication originale
- Drummond, Baêta & Pires, 2007 : A new species of Scinax (Anura, Hylidae) of the S. ruber clade from Minas Gerais, Brazil. Zootaxa, no 1612, p. 45-53.